# Frailea cataphracta
Frailea cataphracta är en kaktusväxtart som först beskrevs av Dams och fick sitt nu gällande namn av Nathaniel Lord Britton och Joseph Nelson Rose. Frailea cataphracta ingår i släktet Frailea och familjen kaktusväxter. Inga underarter finns listade i Catalogue of Life.

## Bildgalleri

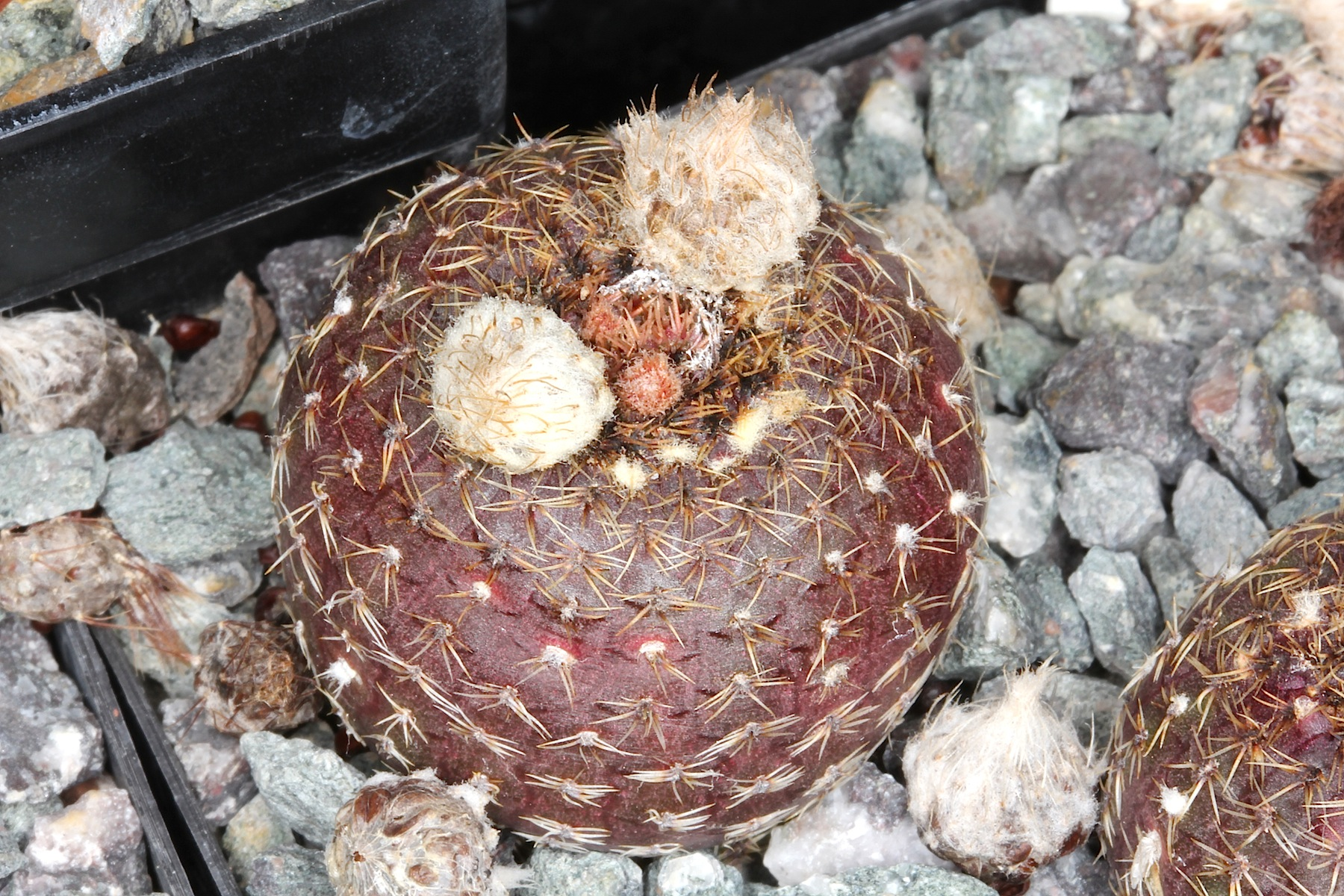